# Stripsenkopf
De Stripsenkopf is een berg in de deelstaat Tirol, Oostenrijk. De berg heeft een hoogte van 1.807 meter.
De Stripsenkopf is onderdeel van het Kaisergebergte.